# Rush (grup musical)

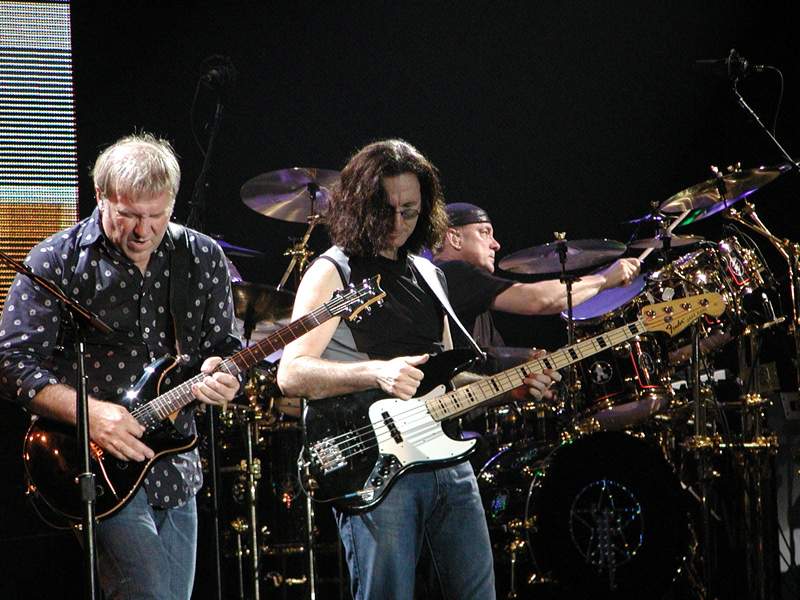
Alex Lifeson, Geddy Lee i Neil Peart de Rush

Rush var ser un grup de rock progressiu d'origen canadenc. Va ser format pel baixista, teclista i vocalista Geddy Lee (originalment Gary Lee Weinrib), el guitarrista Alex Lifeson (originalment Alex Zivojinovich) i el bateria Neil Peart. El conjunt es va formar l'octubre de 1968, a Sarina, Ontario. Inicialment eren en Lifeson, en Lee i en John Rutsey. Van gravar el seu primer àlbum el 1974. No van trigar a traslladar-se a Toronto per millorar la seva carrera musical. En Peart va reemplaçar a en Rutsey a la bateria el 1974 per completar la formació actual.
Rush ha estat mereixedor del premi Juno (l'equivalent canadenc dels premis Grammy) en diverses ocasions. A més a més Lee, Lifeson i Peart han estat declarats Oficials de l'Orde del Canadà.
A l'inici de 2018, Lifeson va proclamar que Rush es va retirar com grup.

## Història

### Els orígens
Amb el pas del temps, l'estil musical de Rush havia canviat significativament. A través dels primers discs el seu estil evolucionarà, influenciats pel moviment britànic de rock progressiu, però mantenint el rock pesat com a nucli del seu so.
La formació inicial de Rush es va formar el setembre de 1968, per Jeff Jones (baixista i vocalista), John Rutsey (bateria i corista) i Alex Zivojinovich, conegut com a Alex Lifeson (guitarrista i corista). El germà gran de Rutsey els va suggerir el nom de Rush. Aquell mateix mes, en Jones va ser reemplaçat per l'amic de Lifeson, Gary Lee Weinrib, el qual va adoptar el nom de Geddy Lee.
Els anys següents Lee, Lifeson i Rutsey es van reunir com a Rush i van llançar el seu primer àlbum l'any 1974, el qual es titulava simplement Rush. Aquest primer disc és molt semblant a la sonoritat de Led Zeppelin, tot i que més rocker. Rush va tenir una fama local limitada fins que el llançament original, distribuït per Moon Records, va ser recollit per una estació de ràdio de Cleveland. Aquesta popularitat va portar l'àlbum a redistribuir-se per Mercury Records, la que va ser la seva discogràfica fins al 1987.

### L'arribada de Neil Peart
Aquell mateix any, Rutsey abandonà el conjunt a causa de problemes de salut i un disgust durant les gires. Després de diverses audicions van acabar escollint a en Neil Peart, el qual va portar a Rush cap a un camí més progressiu a través dels següents àlbums Fly by Night, Caress of Steel i l'àlbum conceptual 2112. La lírica en aquest temps va ser més densa i va estar influenciada per la poesia clàssica i la literatura de ciència-ficció i, en alguns casos, els escrits i la filosofia d'Ayn Rand, com s'evidencia més clarament a la cançó "Anthem" (basada en una novel·la de Rand) i a l'àlbum 2112.
Moltes de les seves cançons van rebre poca exposició a causa de la seva durada, que en alguns casos passava dels 10 minuts. Una notable excepció va ser "Closer to the Heart", de 3 minuts, de l'àlbum A Farewell to Kings del 1977, la qual es va fer sentir àmpliament a la ràdio, convertint-se posteriorment en la cançó emblemàtica de la formació canadenca. "Xanadu", del mateix disc, també es va convertir en una cançó emblemàtica pels fanàtics de Rush.
El 1978 l'àlbum Hemispheres seguiria l'estil més pur del rock progressiu, incloent una segona part de la cançó "Cygnus X-1". Tot i que Rush seguia produint altres cançons capitulars durant la seva carrera, Hemispheres va ser el seu últim disc èpic.

### Anys 80 i canvi d'estil
Rush va entrar a una nova dècada, i un nou cicle per la seva música. L'àlbum Permanent Waves, del 1980, va canviar dràsticament l'estil de la formació. Creien que havien portat el format de les cançons llargues fins a l'extrem i van optar per cançons més curtes que retinguessin la seva tradicional complexitat i eficiència musical.
Tot i això seguien una durada de 5 o 6 minuts, estant encara fora del que és convencional en el mercat. Encara no era evident un estil de rock pesat, tanmateix ja havien introduït més teclats i sons electrònics. Els temes de la seva lírica van canviar significativament, depenent menys d'imatges de ciència-ficció. Estils com el reggae i el new wave es van colar a les seves cançons.

### Rush al cim de l'èxit
Tot i les limitacions de la ràdio, a causa de la durada de les cançons, Rush va tenir molta repercussió en certes emisores de rock a principis dels anys 80, a causa de l'èxit de certes cançons més curtes i populars. El tema "Permanent Waves" va arribar al top 10 del Billboard i va arribar al platí. Però la cançó que va ser més reeixida fou Spirit of the radio, anomenada així en honor de l'estació de ràdio de Toronto, CFNY.
La popularitat de Rush va arribar al seu punt més alt amb l'àlbum Moving Pictures el 1981. La primera cançó, "Tom Sawyer", és una de les més conegudes de la formació i Geddy Lee la qualifica com la cançó tradicional de Rush. Moving Pictures es va disparar a la posició número 3 en el Billboard i ha estat certificat quàdruple platí per la RRIA. Tom Sawyer encara s'escolta a estacions de rock clàssic amb freqüència. Tanmateix no hem de deixar de banda altres èxits del mateix disc com "Red Barchetta", "Limelight" i "YYZ".

### Període dels teclats
Des d'aquest punt, els àlbums dels 80 incorporen més teclats i es van enganxar més a l'estil que van iniciar amb Permanent Waves. De manera que els seus àlbums, entre finals dels 80 i principis dels 90, són molt diferents als primers treballs. Power Windows (1985) i Hold Your Fire (1987) poden ser considerats com la cima d'aquest capítol de Rush. La incursió dels aparells electrònics va generar conflictes dins la formació. Alex Lifeson i la seva guitarra van quedar a un segon pla, ja que el registra dels teclats és molt similar al de la guitarra.
Rush va començar a aparcar-se d'aquest estil amb els àlbums Presto i Roll the Bones. Neil Peart es mantenia com a escriptor principal mentre Alex Lifeson i Geddy Lee componien la música. Després del període de teclats de 1982 a 1991, la formació va abandonar els sons electrònics de les seves gravacions d'estudi en favor d'un estil més pesat i dominat per les guitarres. Van adaptar les seves cançons a sons més orgànics, cordes i òrgan. Aquesta transició s'inicia amb l'àlbum Counterparts de 1993.

### Tragèdia d'en Peart
Després de l'àlbum Test for Echo (1996) la formació va entrar en un recés de sis anys, a causa de tragèdies personals de Peart. La seva filla Selena va morir en un accident automobilístic l'agost de 1997, seguit de la mort de la seva esposa Jacqueline, a causa d'un càncer, el juny de 1998. Peart va entrar en un procés de restauració personal, que ell mateix anomenava "una travessa sanadora", en la qual travessava amb motocicleta milers de quilòmetres a través del Canadà, la costa oest dels Estats Units i arribada a Mèxic. Més endavant va escriure un llibre sobre el seu viatge anomenat Ghost Rider: Travels on Healing Road.

### Els Rush tornen
La formació va tornar el 2002 amb l'àlbum Vapor Trails. Aquest disc va resultar ser pesat i modern, incloïa la cançó "Ghost Rider", basada en la travessa de Peart. L'11 de setembre també s'anomena en la cançó "Peaceable Kingdom". L'àlbum va debutar amb molt bones crítiques i va anar acompanyat de la primera gira de la formació després de sis anys. Tanmateix la controvèrsia va envoltar l'àlbum Vapor Trails per la seva barreja tan pesada dividint els fanàtics.
Per celebrar el seu trentè aniversari, el juny del 2004 van llançar a la venda Feedback, un disc que conté vuit versions de conjunts com Cream, The Who, The Yardbirds, formacions que els membres de Rush citen com a font d'inspiració en els seus inicis. Aquest és el segon disc oficial de la formació amb versions d'altres artistes; el primer fou una versió de Buddy Holly anomenat Not Fade Away.
El mateix estiu del 2004, Rush va iniciar la reeixida gira del trentè aniversari, tocant als Estats Units, Canadà, Regne Unit, Alemanya, Itàlia, Suècia, República Txeca i Països Baixos. El 24 de setembre del 2004, a Frankfurt, Alemanya, van gravar el DVD titulat R30: Live in Frankfurt; i va ser llançat al mercat el 22 de novembre del 2005.
Van gravar un nou DVD ”box set” titulat Rush Replay X 3; i va ser llançat al mercat el 13 de juny del 2006. Consisteix en tres gravacions originals de les respectives gires d'Exit...Stage Left, Grace Under Pressure i A Show of Hands, remasteritzats tots per DVD. Incloent també un CD del disc Grace Under Pressure.
El 2007 van llançar un disc sota el nom de Snakes & Arrows. Cinc anys després, el 2012, va sortir al carrer un altre capítol discogràfic, Clockwork Angels.

### La fi
Després de la seva gira de 2015 Peart es va retirar del grup (almenys com baterista de gira). A l'inici de 2018, Lifeson va proclamar que Rush es va retirar com grup. Va dir que, després 41 anys de carrera, no tenen cap intenció de fer gira o àlbum.

## Discografia

### Àlbums d'estudi
- 01) Rush - 1974
- 02) Fly by Night - 1975
- 03) Caress of Steel - 1975
- 04) 2112 - 1976
- 05) A Farewell to Kings - 1977
- 06) Hemispheres - 1978
- 07) Permanent Waves - 1980
- 08) Moving Pictures - 1981
- 09) Signals - 1982
- 10) Grace Under Pressure - 1984
- 11) Power Windows - 1985
- 12) Hold your Fire - 1987
- 13) Presto - 1989
- 14) Roll the Bones - 1991
- 15) Counterparts - 1993
- 16) Test for Echo - 1996
- 17) Vapor Trails - 2002
- 18) Feedback (EP) - 2004
- 19) Snakes & Arrows - 2007
- 20) Clockwork Angels - 2012

### Àlbums en directe
- All the World Is a Stage - 1976
- Exit Stage Left - 1981
- A Show of Hands - 1989
- Different Stages - 1998
- Rush in Rio - 2003
- R30: 30th Anniversary World Tour - 2005

### Recopilacions
- Archives - 1978
- Anthology - 1984
- Chronicles - 1990
- Retrospective I (1974-1980) - 1997
- Retrospective II (1981-1987) - 1997
- The Spirit Of Radio: Greatest Hits (1974-1987) - 2003

### DVDs
- Exit Stage Left (directe) - 1981
- Grace Under Pressure Tour (directe) - 1984
- A Show of Hands (directe) - 1988
- Rush in Rio (directe) - 2003
- Chronicles - 2004
- R30: 30th Anniversary World Tour (directe) - 2005
- Replay (Remasterizació dels 3 primers videos en DVD) - 2006